# I miei fidanzati
I miei fidanzati (Captain Kiddo) è un film muto del 1917 diretto da W. Eugene Moore (Eugene Moore).

## Trama
Giocando ai pirati con il suo amichetto Billy, la piccola Marie trova in un libro una strana croce che lei usa come insegna. Jack Laird, un agente segreto, vede la croce e pensa che possa essere un indizio su una banda di contrabbandieri di droga che lui sta cercando. Marie, appena ha visto Jack, lo ha scelto come il suo nuovo padre e lo presenta alla madre, una giovane vedova corteggiata da Cross, un pretendente che, però, non va proprio giù alla sua bambina. Quando Jack chiede notizie di Cross alla donna, dicendole che pensa lui possa essere un criminale, lei si inalbera perché l'agente sta insultando il suo futuro marito.
Marie, la madre e Billy sono invitati sul panfilo di Cross. Qui, la bambina scopre della merce di contrabbando. Tenuta prigioniera, Marie non può informare Jack, che però viene a sapere tutto dal piccolo Billy che lo contatta. Cross, temendo che gli agenti trovino la merce, ordina ai suoi di gettare tutto in mare. Ma, Marie, spuntando con la testa dall'oblò della cabina dove viene tenuta chiusa, avvisa urlando Jack. La banda viene sgominata. Per non coinvolgere la madre di Marie, Cross viene costretto a lasciare il paese. Finalmente Marie trova veramente in Jack il suo nuovo papà.

## Produzione
Il film fu prodotto dalla Lasalida Film Corporation e dalla Pathé Frères.

## Distribuzione
Distribuito dalla Pathé Exchange, il film uscì nelle sale cinematografiche USA il 5 agosto 1917.
Benché la pellicola fosse prodotta e distribuita dalla Pathé, la casa francese non la fece uscire in Francia se non dopo la fine della guerra.